# Навьер, Шарль де
Шарль де Навьер (фр. Charles de Navières; 3 мая 1544, Седан — 15 ноября 1616, Париж) — французский поэт.
Происходил из знатной, но обедневшей дворянской семьи из Седана, придерживавшейся протестантского вероисповедания. С раннего детства изучал греческий и латынь, был музыкантом и вожаком местной молодёжи. Завершать своё образование был послан в Париж, по завершении состоял на службе оруженосцем сначала у принца Вильгельма Оранского, затем у герцога Бульонского, Анри-Робера де ла Марка; смерть герцога 2 декабря 1574 года лишила его должности, после чего он решил посвятить жизнь поэзии.
26 ноября 1570 года сочинил свадебную песню (La Renommée) на бракосочетание Генриха I де Гиза с Екатериной Клевской. В 1598 году принял участие в неудачном заговоре по свержению седанского князя-католика Шарля Робера де ла Марка и замене его Анри де Ла Туром д’Овернем, протестантом, мужем его племянницы и наследником по завещанию.
В 1606 году поднёс Генриху IV написанную в честь его поэму «Henriade» (Генриада). Поэма была принята двором благосклонно, после чего Навьер возвратился в Седан и намеревался написать вторую поэму, оставшуюся неоконченной, но вскоре уехал из Седана в Париж и там отрёкся от кальвинизма; с помощью своего соотечественника Жана Мореля смог стать принципалом Реймсского коллежа (фр. Collège de Reims), где получал небольшой доход, проработал там до конца жизни и умер в его помещении.
Творческое наследие Навьера невелико. На страницах ЭСБЕ ему была дана следующая оценка: «поэт-неудачник, бессильный совладать с рифмой, Навьер создавал произведения тяжеловесные и грубые». Понравившаяся королю «Генриада» по причине смерти монарха напечатана не была; большая часть её песней, сохранявшихся в рукописи, пропала бесследно. Из напечатанных произведений Навьера наиболее известны «Cantique de la paix» (Париж, 1579), «La Renommée, poème historial en cinq chants» (Париж, 1571), «Les Cantiques Saints, mis en vers français» (Антверпен, 1579), «Les Douze heures du jour artificiel» (Седан, 1595), «L’Heureuse entrée au ciel du feu roi Henri le Grand» (Париж, 1610).